# Babiloni

El babiloni entre les llengües semítiques de l'antigutat (segle I dC)

El babiloni és la denominació que rep el dialecte de l'accadi que es parlava a Babilònia des de principis del II mil·lenni aC i que fou, durant molt de temps, la llengua literària i diplomàtica per excel·lència del Pròxim Orient.
La història de la llengua babilònia es divideix en quatre grans períodes:
- paleobabiloni, parlat a la primera meitat del II mil·lenni aC.
- babiloni mitjà, a la segona meitat del II mil·lenni aC.
- neobabiloni, a la primera meitat del I mil·lenni aC.
- babiloni tardà, a la segona meitat del I mil·lenni aC.